# Козлов, Георгий Кириллович
Гео́ргий Кири́ллович Козло́в (19 декабря 1902 (1 января 1903), с. Селяхи, Брестский уезд, Гродненская губерния — 20 декабря 1970 года, Ленинград) — советский военачальник, генерал-лейтенант (22 февраля 1944 года).

## Начальная биография
Георгий Кириллович Козлов родился 19 декабря 1902 (1 января 1903) в селе Селяхи ныне Брестского района (Брестская область, Белоруссия) в крестьянской семье.
С 1915 года батрачил в деревне Замостье (Речицкий уезд, Гомельская губерния) у помещика Истрицкого, а с 1916 года работал лесорубом.

## Военная служба

### Гражданская война
3 декабря 1918 года призван в РККА, после чего служил красноармейцем в Речицкой караульной роте, а в январе 1919 года направлен в 146-й стрелковый полк (17-я стрелковая дивизия, Западный фронт), где служил красноармейцем, помощником командира взвода и адъютантом батальона и принимал участие в боевых действиях против войск под командованием С. В. Петлюры в районе Пинска, Овруча и на коростеньском направлении, а с апреля — в районе Вильно, Молодечно, Лепеля, Полоцка и Вилейки. С сентября дивизия оборонялась на правом берегу реки Западная Двина, а затем — в районах Полоцка, Витебска и Жлобина.
С мая 1920 года Козлов во время советско-польской войны в составе 17-й стрелковой дивизии принимал участие в боевых действиях в районах Минска, Слонима, Волковыска и на варшавском направлении. В июне того же года направлен на учёбу на 31-е пехотные командные курсы Западного фронта, курсантом которых в марте 1921 года направлен в 1-й Смоленский сводный курсантский полк, где был назначен на должность младшего командира, после чего участвовал в подавлении Кронштадтского восстания.

### Межвоенное время
В апреле 1921 года вернулся на учёбу на 31-е пехотные курсы, после окончания которых с октября того же года служил на должностях командира взвода и роты в отдельной роте ЧОН, дислоцированной в Мозыре.
В сентябре 1922 года направлен на учёбу в Высшую тактическо-стрелковую школу командного состава РККА имени III Коминтерна (тогдашнее название курсов «Выстрел»), в октябре того же года переведён в 1-ю Объединённую военную школу имени ВЦИК, после окончания двух курсов которой в сентябре 1923 года переведён курсантом в Петроградскую нормальную военную школу красных командиров, которую в сентябре 1924 года окончил с отличием. Назначен на должность на должность командира взвода в Объединённой Интернациональной военной школе, дислоцированной в Ленинграде, а с ноября того же года служил в Ленинградской пехотной школе имени Э. М. Склянского на должностях курсового командира, адъютанта школы, командира команды одногодичников и командира стрелковой роты.
В июне 1930 года Г. К. Козлов направлен на учёбу в Военную академию имени М. В. Фрунзе , после окончания которой в мае 1933 года назначен на должность начальника 1-й части штаба 81-й стрелковой дивизии, в марте 1934 года — на должность командира и комиссара 86-го стрелкового полка (29-я стрелковая дивизия, Белорусский военный округ), а в апреле 1936 года — на должность командира и комиссара 6-го стрелкового полка (2-я стрелковая дивизия).
В июне 1938 года майор Г. К. Козлов был уволен из рядов РККА, после чего арестован и находился под следствием органов НКВД. Через полтора года, 30 ноября 1939 года был освобождён, восстановлен в кадрах РККА и затем назначен на должность младшего преподавателя кафедры тактики Военно-транспортной академии Красной Армии, а в ноябре 1940 года — на должность начальника отдела боевой подготовки 7-й армии (Ленинградский военный округ) со штабом в Петрозаводске.

### Великая Отечественная война
С началом войны 7-я армия вела оборонительные боевые действия северо-восточнее Ладожского озера. В начале июля 1941 года полковник Козлов командовал оперативной группой войск, прикрывающей г. Суоярви (Карельская АССР), а в период с конца июля по сентябрь — Кемской оперативной группой, которая была создана из выходивших из окружения подразделений. Будучи направлен на ребольское направление в конце июля, по своей инициативе взял на себя руководство разрозненными частями, в кратчайший срок организовал устойчивую оборону и подготовил внезапный контрудар по наступавшим финским войскам, вынудивший их надолго приостановить своё наступление.
В сентябре назначен на должность командира 27-й стрелковой дивизии, которая вела оборонительные боевые действия на ребольском и ухтинском направлениях.
В августе 1942 года генерал-майор Козлов назначен на должность начальника штаба 26-й армии, которая вела оборонительные боевые действия на кестеньгском, ухтинском и ребольском направлениях.
В мае 1943 года назначен на должность командующего 19-й армией, которая в составе Карельского фронта вела оборонительные боевые действия на кандалакшском направлении на рубеже от озера Кулос до озера Лейское. С 21 июня по 9 августа 1944 года армия участвовала в Свирско-Петрозаводской наступательной операции, в ходе которой вышла к советско-финской границе на рубеже река Наруска-Йока — озеро Онкамоярви, где перешла к обороне.
15 ноября 1944 года 19-я армия была выведена в резерв Ставки Верховного Главнокомандования и в январе 1945 года передислоцирована в район городов Гродно и Белосток, где 29 января была включена в состав 2-го Белорусского фронта. В его составе она принимала участие в Восточно-Померанской наступательной операции, в ходе которой армия прорвала оборону противника, в который был введён 3-й гвардейский танковый корпус, в результате чего была разбита 2-я армия противника, и затем 19-я армия вышла на побережье Балтийского моря севернее польского города Кёзлин и участвовала в боевых действиях против гдыньской группировки противника.
В марте 1945 года генерал-лейтенант Георгий Кириллович Козлов Ставкой Верховного Главнокомандования был освобождён от должности командующего армией по требованию командующего фронтом К. К. Рокоссовского за неудовлетворительные действия в ходе Восточно-Померанской операции:

Решительные и стремительные действия гвардейцев-танкистов … создали условия для быстрого продвижения войск 19-й армии. Но этого, к сожалению, не произошло. За два дня пехота прошла всего 25 километров. Много сил отнимали бои с вражескими опорными пунктами, которые обходил танковый корпус. Гитлеровцев приходилось выбивать из них с большим трудом, что безусловно снижало темп наступления. Но причина была не только в этом. Сказывалось плохое руководство войсками. Командарм то и дело терял связь с соединениями, опаздывал с принятием решений. Эти два дня боев показали, что ему не справиться с таким крупным объединением, как армия, да ещё с приданными ей средствами усиления. В сложной, непрерывно меняющейся обстановке наступления он проявлял растерянность, неспособность влиять на развитие событий.— Рокоссовский К. К. Глава «Восточная Померания» // Солдатский долг. — 5-е изд. — М.: Воениздат, 1988. — ISBN 5—203—00489—7.
Находился в распоряжении Главного управления кадров НКО СССР, а с 29 апреля — в распоряжении Военного Совета 1-го Украинского фронта, в составе которого 22 мая назначен на должность командира 117-го стрелкового корпуса, однако уже в июле направлен в распоряжение Забайкальского фронта, где был назначен на должность заместителя командующего 39-й армией. В ходе Советско-японской войны армия принимала участие в Хингано-Мукденской наступательной операции, в ходе которой в течение первого дня наступления овладела Халун-Аршанским укреплённым районом и тем самым открыла дорогу вглубь Маньчжурии для танкистов 6-й гвардейской танковой армии. Продолжая быстрое продвижение сильными передовыми отрядами, части армии участвовали в прорыве обороны противника на Большом Хингане, после чего наступали на Чанчунь и к 14 августа вышли в центральную часть Маньчжурии.

### Послевоенная карьера

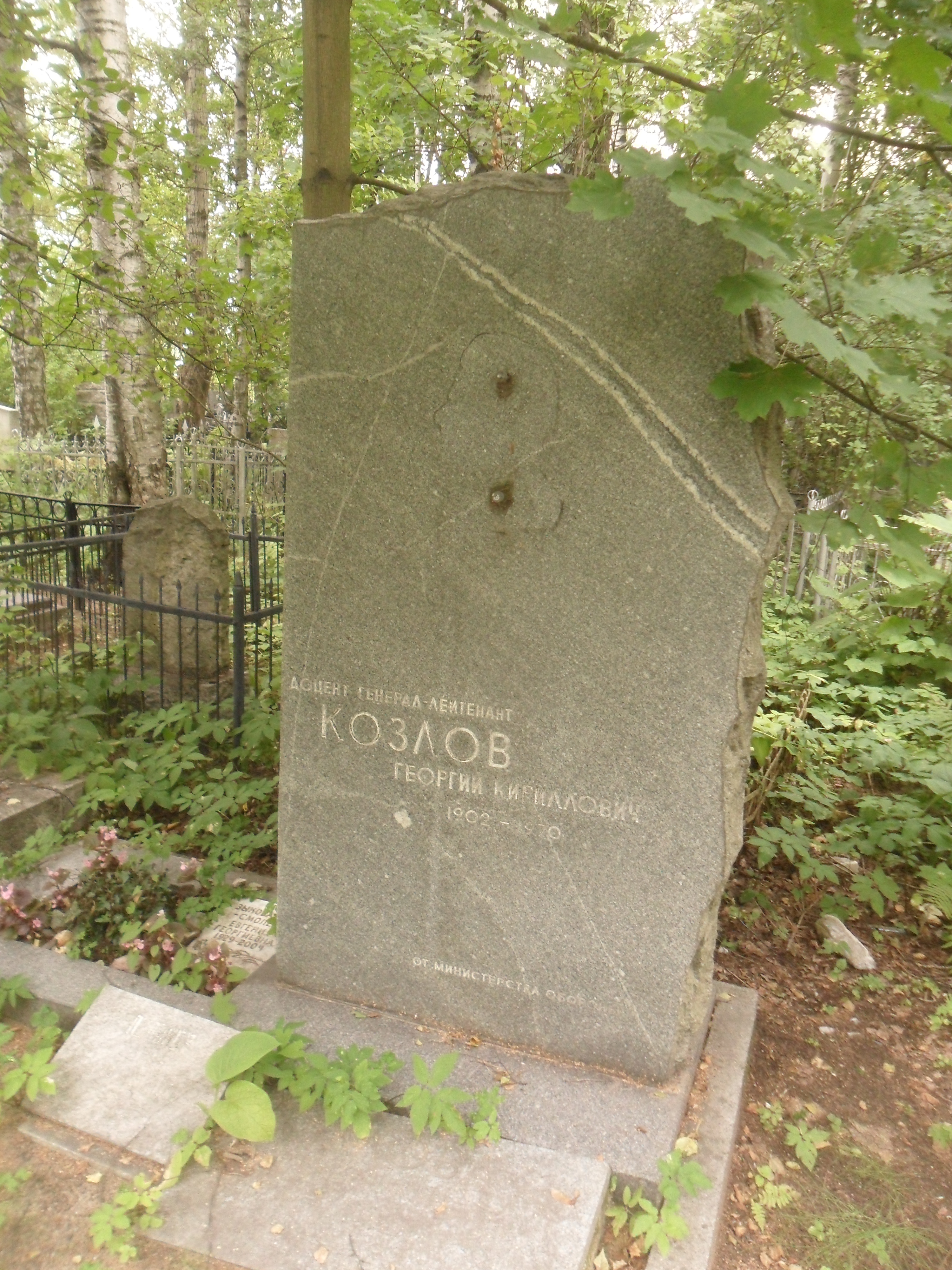
Могила Г. К. Козлова на Богословском кладбище Санкт-Петербурга.

После окончания войны находился на прежней должности в составе Приморского военного округа, а в мае 1946 года назначен на должность начальника штаба этого же округа. В декабре того же года направлен на учёбу на Высшие академические курсы при Высшей военной академии имени К. Е. Ворошилова после окончания которых в июне 1948 года назначен на должность помощника командующего по вузам Беломорского военного округа, а в октябре 1948 года — на должность начальника штаба — первого заместителя командующего войсками этого же округа, который 1 июля 1951 года был преобразован в Северный военный округ.
В июне 1952 года Козлов направлен в Военно-транспортную академию, где был назначен на должность начальника кафедры тактики, в марте 1953 года — на должность заместителя начальника академии по оперативно-тактической и строевой подготовке, в августе 1960 года — на должность начальника командно-тылового факультета, а в январе 1962 года — на должность заместителя начальника академии по учебной и научной работе.
Генерал-лейтенант Георгий Кириллович Козлов 11 мая 1965 года вышел в запас. Умер 21 декабря 1970 года в Ленинграде (в некоторых источниках местом смерти Г. К. Козлова указывается Москва. Похоронен на Богословском кладбище Ленинграда.

## Воинские звания
- Майор (29 января 1936 года);
- Полковник (на 1940 год);
- Генерал-майор (3 мая 1942 года);
- Генерал-лейтенант (22 февраля 1944 года).

## Награды
- Орден Ленина (21.02.1945);
- Четыре ордена Красного Знамени (…, 20.11.1941, 03.11.1944, 20.06.1949);
- Ордена Кутузова 1-й (05.11.1944) и 2-й (08.09.1945) степеней;
- Медали[8];
- Орден «Юнь-Гуй» (Китай)[9];
- Орден «Virtuti militari» V класса (Польша, 19.12.1968)[10];
- Медаль «Победы и Свободы» (Польша).

## Сочинения
- Козлов Г. К. В лесах Карелии: [Воен.-ист. очерк боевых действий войск 7-й армии Сев. фронта]. — М.: Воениздат, 1963. — 128 с. — 22 000 экз.